# Burlington (Carolina del Nord)
Burlington és una ciutat del Comtat d'Alamance a l'estat de Carolina del Nord dels Estats Units d'Amèrica. Segons el cens del 2008 tenia 50.857 habitants.

## Demografia
Segons el cens del 2000, Burlington tenia 44.917 habitants, 18.280 habitatges i 11.754 famílies. La densitat de població era de 815 habitants per km².
Dels 18.280 habitatges en un 29% hi vivien nens de menys de 18 anys, en un 45,1% hi vivien parelles casades, en un 14,9% dones solteres, i en un 35,7% no eren unitats familiars. En el 30,3% dels habitatges hi vivien persones soles el 12,2% de les quals corresponia a persones de 65 anys o més que vivien soles. El nombre mitjà de persones vivint en cada habitatge era de 2,4 i el nombre mitjà de persones que vivien en cada família era de 2,96.
Per edats la població es repartia de la següent manera: un 23,7% tenia menys de 18 anys, un 8,9% entre 18 i 24, un 29% entre 25 i 44, un 21,4% de 45 a 60 i un 17% 65 anys o més.
L'edat mediana era de 37 anys. Per cada 100 dones de 18 o més anys hi havia 85 homes.
La renda mediana per habitatge era de 35.301 $ i la renda mediana per família de 45.441 $. Els homes tenien una renda mediana de 31.697 $ mentre que les dones 22.466 $. La renda per capita de la població era de 19.640 $. Entorn del 9,7% de les famílies i el 13,7% de la població estaven per davall del llindar de pobresa.

## Poblacions properes
El següent diagrama mostra les poblacions més properes.